# Alaska Native Claims Settlement Act

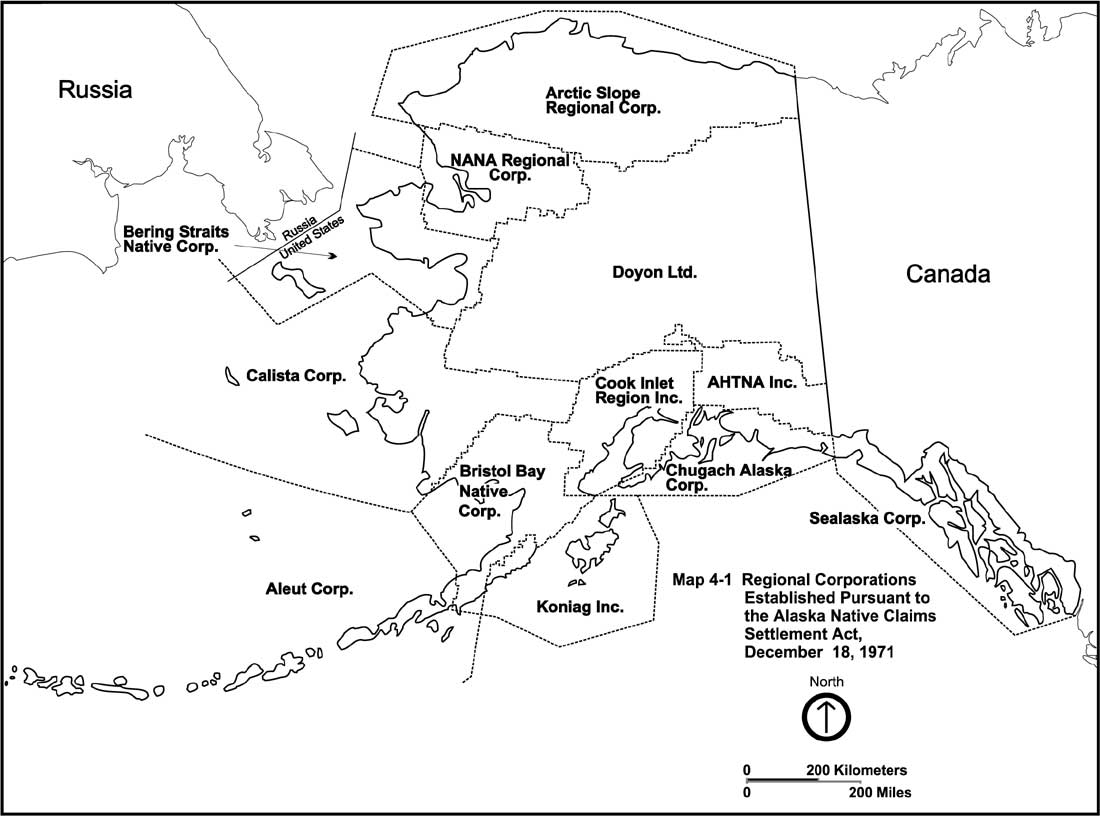
Vom ANCSA geschaffene Gebietskörperschaften (regional corporations)

Der Alaska Native Claims Settlement Act (ANCSA) ist die umfangreichste Regulierung von Gebietsansprüchen in der Geschichte der Vereinigten Staaten und wurde am 18. Dezember 1971 durch die Unterschrift von US-Präsident Richard Nixon verabschiedet. Ziel des ANCSA war es, die seit langem bestehenden Ansprüche der Ureinwohner Alaskas zu klären und die wirtschaftliche Entwicklung des Bundesstaats zu fördern. Das Regulierungsgesetz übertrug Grundbesitzrechte auf zwölf Alaska Native Regional Corporations (Gebietskörperschaften) und über 200 Körperschaften auf Ebene der Villages. Eine dreizehnte Gebietskörperschaft wurde später für die nicht mehr in Alaska lebenden Ureinwohner geschaffen.

## Hintergrund
1968 entdeckte die Atlantic-Richfield Company ein reichhaltiges Ölvorkommen in Prudhoe Bay am Nordpolarmeer und brachte damit das Thema des ungeklärten Landbesitzes auf die Tagesordnung der Regierung. Um das geförderte Öl abtransportieren zu können, wurde der Bau der Trans-Alaska-Pipeline nach Valdez am Golf von Alaska beschlossen. Der Bau konnte jedoch nicht beginnen, bevor die Ansprüche der Ureinwohner Alaskas auf Gebiete, über die die Pipeline verlaufen würde, geklärt waren.
Durch den Druck der Ölindustrie erhielt die Regulierung der Gebietsansprüche eine hohe Priorität und Dringlichkeit bei den politischen Entscheidungsträgern. Im infolgedessen entstandenen Alaska Native Claims Settlement Act traten die Ureinwohner Rechte auf von ihnen in Anspruch genommene Gebiete ab und erhielten als Kompensation Grundbesitzrechte über 180.000 km² Land und eine Zahlung über 963 Millionen US-Dollar.

## Alaska Native Regional Corporations
Die durch den ANCSA geschaffenen zwölf Gebietskörperschaften werden von Native associations (Ureinwohner-Verbänden) vertreten, die für die Registrierung aktueller und ehemaliger Einwohner zuständig waren. Die registrierten Personen und Villages wurden Anteilseigner der Körperschaften. Die Kompensationszahlungen und der Landbesitz wurden durch das Gesetz den zwölf Gebietskörperschaften und einer weiteren Körperschaft für die 1971 nicht mehr in Alaska lebenden Ureinwohner überschrieben. Die Körperschaften auf Ebene der Villages und deren Teilhaber erhielten ihre Anteile über die Gebietskörperschaften. Nur die Bewohner von Metlakatla auf Annette Island im Süden Alaskas behielten aufgrund eines Vertrags von 1891 ihr Reservat.
Die 13 Gebietskörperschaften
- Ahtna, Inc.
- The Aleut Corporation (TAC)
- Arctic Slope Regional Corporation (ASRC)
- Bering Straits Native Corporation (BSNC)
- Bristol Bay Native Corporation (BBNC)
- Calista Corporation
- Chugach Alaska Corporation (CAC)
- Cook Inlet Region, Inc. (CIRI)
- Doyon, Limited
- Koniag, Incorporated
- NANA Regional Corporation (NANA)
- Sealaska Corporation
- The 13th Regional Corporation